# Sagotia brachysepala
Sagotia brachysepala är en törelväxtart som först beskrevs av Johannes Müller Argoviensis, och fick sitt nu gällande namn av Ricardo de Sousa Secco. Sagotia brachysepala ingår i släktet Sagotia och familjen törelväxter. Inga underarter finns listade i Catalogue of Life.